# 631-й козачий батальйон
631-й козачий батальйон (нім. Kosaken-Bataillon 631, рос. 631-й казачий батальон) — військовий підрозділ Вермахту, згодом СС періоду Другої світової війни, що складався переважно з козаків.

## Історія
У таборі утримання полонених козаків під Шепетівкою у серпні 1942 було сформовано 8-й зведений козачий полк чисельністю близько 1100 осіб під командуванням осавула Андреєва. Полк складався з п'яти батальйонів: двох стрілецьких, велосипедного, кулеметного, штабного. Полк підпорядковувався 59-му армійському корпусу групи армій «Центр». З жовтня 1942 він боровся з партизанами в районі Дорогобужа, згодом Вітебська і поніс значні втрати. У вересні 1942 біля Вітебська з особистого складу 8-го полку сформували 631-й козачий батальйон, що мав у своєму складі п'ять рот. У квітні-вересні 1943 діяв проти партизан в районі Невеля. Після відступу Вермахту з Білорусі був перенесений на польські терени. Разом з 443-м козачим батальйоном діяв у складі групи армій «Північ». Був перекинутий у серпні для придушення Варшавського повстання. Наприкінці 1944 переданий для формування 15-го козачого кавалерійського корпусу СС З березня 1945 підпорядкований 4-й танковій армії і діяв у XVII військовому окрузі в Австрії.